# Pal Pang
Pour les articles homonymes, voir Pang (homonymie).
 (août 2021).
La mise en forme du texte ne suit pas les recommandations de Wikipédia : il faut le « wikifier ».
Les points d'amélioration suivants sont les cas les plus fréquents. Le détail des points à revoir est peut-être précisé sur la page de discussion.
- Les titres sont pré-formatés par le logiciel. Ils ne sont ni en capitales, ni en gras.
- Le texte ne doit pas être écrit en capitales (les noms de famille non plus), ni en gras, ni en italique, ni en « petit »…
- Le gras n'est utilisé que pour surligner le titre de l'article dans l'introduction, une seule fois.
- L'italique est rarement utilisé : mots en langue étrangère, titres d'œuvres, noms de bateaux, etc.
- Les citations ne sont pas en italique mais en corps de texte normal. Elles sont entourées par des guillemets français : « et ».
- Les listes à puces sont à éviter, des paragraphes rédigés étant largement préférés. Les tableaux sont à réserver à la présentation de données structurées (résultats, etc.).
- Les appels de note de bas de page (petits chiffres en exposant, introduits par l'outil «  Source ») sont à placer entre la fin de phrase et le point final[comme ça].
- Les liens internes (vers d'autres articles de Wikipédia) sont à choisir avec parcimonie. Créez des liens vers des articles approfondissant le sujet. Les termes génériques sans rapport avec le sujet sont à éviter, ainsi que les répétitions de liens vers un même terme.
- Les liens externes sont à placer uniquement dans une section « Liens externes », à la fin de l'article. Ces liens sont à choisir avec parcimonie suivant les règles définies. Si un lien sert de source à l'article, son insertion dans le texte est à faire par les notes de bas de page.
- La présentation des références doit suivre les conventions bibliographiques. Il est recommandé d'utiliser les modèles {{Ouvrage}}, {{Chapitre}}, {{Article}}, {{Lien web}} et/ou {{Bibliographie}}. Le mode d'édition visuel peut mettre en forme automatiquement les références.
- Insérer une infobox (cadre d'informations à droite) n'est pas obligatoire pour parachever la mise en page.

Pour une aide détaillée, merci de consulter Aide:Wikification.
Si vous pensez que ces points ont été résolus, vous pouvez retirer ce bandeau et améliorer la mise en forme d'un autre article.
 (août 2021).
Pal Pang est un architecte d'intérieur et un artiste basé à Londres, au Royaume-Uni. Il est le fondateur d'Another Design International,. Sa société a réalisé des projets à Hong Kong et au Royaume-Uni,.
Pang est également membre de la Royal Society for Arts, Manufactures and Commerce.
Il est également musicien et a récemment sorti des albums de musique.

## Biographie
Pang a obtenu une licence en design d'intérieur au Surrey Institute of Art & Design, University College, maintenant University for the Creative Arts.
Après avoir obtenu son diplôme, il est retourné à Hong Kong et a commencé à faire de la décoration intérieure de magasins de détail et de centres commerciauxs. En 2001, il a fondé une société de décoration intérieure, Pal Pang Interior Architecture, qui est maintenant connue sous le nom d'Another Design International.
En 2003, Pang a travaillé sur son premier projet avec Madia, un groupe de bijouterie basé à Hong Kong, dans lequel il a utilisé des lumières LED, de l'acier inoxydable et du verre pour augmenter la visibilité des diamants dans le magasin. Après l'achèvement du premier projet, Pang a travaillé sur plusieurs autres magasins de détail avec Madia.
En 2012, il a reçu le prix et le concours italien A' Design pour son œuvre The Peak, dans laquelle il a transformé un appartement de style hongkongais en une petite suite présidentielle. L'œuvre utilisait le bois et différents tissus pour donner des détails techniques et des effets de lumière et qui est devenue par la suite le modèle standard de l'ameublement des maisons d'élite.
En 2014, il s'est installé au Royaume-Uni où il a fondé son studio, Another England.
En 2019, son travail de rénovation qui a remodelé un penthouse de luxe à Battersea Power Station, à Londres, a été sélectionné pour le prix du London Architecture Awards de l'année 2019 dans la catégorie de la conception architecture. Pang dans sa conception, a utilisé des meubles italiens faits sur mesure, des œuvres d'art originales et les principes du feng shui. 
Pang a également conçu des salles d'exposition Jaguar dans lesquelles il a utilisé un espace sombre et une finition mate pour faire ressortir la lumière des voitures.

## Discographie
- Conduire dans le tunnel[13]
- Ascenseur au sous-sol[13]

## Récompenses
- Prix du design intérieur décerné par CNBC Asia Pacific Property Awards (2008)
- Prix de la propriété environnementale décerné par le Hong Kong Institute of Surveyors (2008)
- Prix du design intérieur aux Bloomberg Asia Pacific Property Awards (2010)[réf. nécessaire]